# Henri Laborit
Pour les articles homonymes, voir Laborit.
Henri Laborit, né le 21 novembre 1914 à Hanoï, alors en Indochine française, et mort le 18 mai 1995 à Paris, est un médecin chirurgien, neurobiologiste, éthologue, eutonologue et philosophe.
Il introduit en 1951 l'utilisation des neuroleptiques, révolutionnant la psychiatrie, et celle du GHB en 1960, révolutionnant l'anesthésie.
Il se fait connaître du grand public par la vulgarisation des neurosciences, notamment en participant au film Mon oncle d'Amérique d'Alain Resnais.

## Biographie
Henri Laborit est le fils d'un officier médecin des troupes coloniales en Indochine, qui meurt du tétanos alors qu'Henri Laborit n'a que cinq ans. À douze ans, Henri Laborit contracte la tuberculose. Malgré les séquelles de sa maladie, il fait ses humanités et obtient son baccalauréat à Paris, au lycée Carnot.
Après avoir obtenu son certificat de sciences physiques, chimiques et naturelles de la Faculté des sciences, il passe à vingt ans le concours d'entrée à l'École principale du service de santé de la Marine, à Bordeaux. Avec son diplôme de médecin, il exerce d'abord dans la Marine, puis se tourne vers la chirurgie à l'hôpital militaire du Val-de-Grâce. C'est là, en collaboration avec les psychiatres de l'hôpital Sainte-Anne, qu'il étudie les phénothiazines. Par la suite, il poursuit ses recherches dans un laboratoire autofinancé de l'hôpital Boucicaut, tout en restant personnellement rémunéré par le Service de santé des armées.
Le 31 mai 1940 il est médecin sur le torpilleur Sirocco, qui est torpillé pendant l'opération Dynamo. Faisant partie des 270 personnes sauvées il témoignera sur son sauvetage.
Il est le père de l'actrice Maria Laborit, du psychiatre Jacques Laborit et le grand-père de l'actrice Emmanuelle Laborit, fille de ce dernier, mais aussi de Marie Noël, Philippe et Jean Laborit, réalisateur  et peintre. Son épouse, Geneviève Laborit, qui a beaucoup contribué à ses travaux de recherche, meurt en 1997.

## Travaux scientifiques
En tant que chirurgien, Henri Laborit s'intéresse à la qualité de l'anesthésie et plus particulièrement à la neuroleptanalgésie, ce qui le conduit à deux premières découvertes :
- de 1950 à 1952, il met au point la technique de l'hibernation artificielle, qui va révolutionner la chirurgie[4];
- en 1951, il introduit la 4560 RP chlorpromazine, le premier neuroleptique au monde. Cette molécule, commercialisée sous le nom de Largactil, est utilisée dans le traitement de la schizophrénie.

Il s'oriente par la suite vers l'étude des mécanismes liés au stress. En 1958, il crée le laboratoire d’eutonologie. Il y travaille avec son équipe à l’hôpital Boucicaut et en est le directeur jusqu'à sa mort.
En même temps, il dirige la revue Agressologie jusqu'en 1983.
Il donne sa vraie importance à la névroglie ou ensemble de cellules gliales, et aux radicaux libres, bien avant leur irruption dans la presse radio-télévisée et même dans la presse scientifique. Il est également le premier à utiliser le GHB, en médecine, au début des années 1960, ce qui a ouvert la voie à bien d'autres molécules de synthèse encore plus performantes.
En 1968, il publie son premier ouvrage de vulgarisation, Biologie et structure, 1968, 254 p. (ISBN 978-2-07-035156-5 et 2-07-035156-4). Il écrit par la suite une trentaine d'œuvres consacrées à la philosophie scientifique et à la nature humaine.
De 1978 à 1983, il est professeur invité de bio-psycho-sociologie à l’Université du Québec, où il donne des cours en alternance avec son adjoint le Dr Bernard Weber, physiologiste et collaborateur au CEPBEPE, son laboratoire à Boucicaut[réf. souhaitée].
En 1989, il accepte la présidence de l'Institut de Psychosomatique de Turin. La même année et jusqu'en 1992, il occupe une chaire de professeur à l'Université européenne de Lugano, en Suisse italienne.
Henri Laborit est aussi l'un des pionniers de la théorie de la complexité, initiateur de la pensée complexe et de l'auto-organisation du vivant par l'introduction de la cybernétique et de la systémique par sa participation au Groupe des dix.

## Activités socio-politiques
Durant toute sa vie, Henri Laborit est un esprit curieux et anticonformiste : il prend la défense de façon inattendue de la revue Planète contre les attaques de l'Union rationaliste dans les années 1960, il rappelle discrètement les massacres de Vendée dans Mon oncle d'Amérique en 1980, il participe au comité de direction de l'Institut de sémantique générale de Lakeville. Il ne se laisse  étiqueter sous quelque mouvement que ce soit.
En 1969, les étudiants en urbanisme de la nouvelle université de Vincennes l'invitent à animer une unité de valeur intitulée « biologie et urbanisme », ce qu'il fait jusqu'en 1974.
Avec son livre La Nouvelle Grille (1974), il fait connaître ses idées sur la biologie comportementale au grand public dans le contexte favorable d'après mai 68. Le bon accueil fait par un public lettré à ce livre le conduit à écrire Éloge de la fuite, qui en constitue une introduction accessible à tous; celle-ci connaît plusieurs réimpressions en version de poche.
Ses travaux sur le conditionnement sont à la base du film Mon oncle d'Amérique, d'Alain Resnais, en 1980. Il y expose les expériences scientifiques conduites sur des rats et qui l'ont amené à développer le concept d'inhibition de l'action et qui explique dans quelles conditions de stress des rats isolés somatisent (apparition d'ulcères).

Les démonstrations d'Henri Laborit s'appuient sur la théorie du cerveau triunique de Paul MacLean, ce qui a conduit entre autres Karl H. Pribram et Sandra Scarr à lui reprocher au début des années 1980 de s'inspirer de modèles scientifiques « complètement écartés » « depuis trente ans » (quoique la théorie de MacLean n'ait été publiée qu'en 1969) et de simplifier jusqu'au point de la falsification scientifique.

« Tant qu'on n'aura pas diffusé très largement à travers les hommes de cette planète la façon dont fonctionne leur cerveau, la façon dont ils l'utilisent et tant que l'on n'aura pas dit que jusqu'ici cela a toujours été pour dominer l'autre, il y a peu de chances qu'il y ait quoi que ce soit qui change. »

— Henri Laborit, Mon oncle d'Amérique

## Systémique et biologie
Henri Laborit a fait beaucoup pour incorporer les concepts de la systémique dans la description des régulations biologiques utilisant constamment les notions de niveau d'organisation, de rétrocontrôle, de régulations et de servomécanismes

## Portée philosophique de l'œuvre
Dans la nouvelle grille, et  l'éloge de la fuite, l'auteur extrapole ses données de laboratoire et ses concepts, notamment celui d'inhibition de l'action, afin d'en explorer les conséquences ultime sur le plan philosophiques.

## Publications
- Physiologie et biologie du système nerveux végétatif au service de la chirurgie, G. Doin et Cie, 1950, 163 p. (OCLC 14661509)
- L’anesthésie facilitée par les synergies médicamenteuses, Masson & Cie, 1951
- Réaction organique à l’agression et choc, Masson & Cie, 1952
- Pratique de l’hibernothérapie en chirurgie et en médecine, Masson & Cie, 1954en collab. avec Pierre Huguenard
- Résistance et soumission en physio-biologie : l’hibernation artificielle, Masson & Cie, coll. « Évolution des sciences », 1954
- Excitabilité neuro-musculaire et équilibre ionique. Intérêt pratique en chirurgie et hibernothérapie, Masson & Cie, 1955en collab. avec Geneviève Laborit
- Le delirium tremens, Masson & Cie, 1956en collab. avec Robert Coirault
- Bases physio-biologiques et principes généraux de réanimation, Masson & Cie, coll. « Agressologie – réanimation – hibernothérapie », 1958
- Stress and Cellular Function, J.B. Lippincott Company (Philadelphia, Montreal), 1959
- Les destins de la vie et de l’homme. Controverses par lettres avec P. Morand sur des thèmes biologiques, Masson & Cie, 1959en collab. avec Pierre Morand
- Physiologie humaine (cellulaire et organique), Masson & Cie, 1961
- Du soleil à l’homme : L'organisation énergétique des structures vivantes, Masson & Cie, coll. « Évolution des sciences », 1963, 157 p.
- Les régulations métaboliques, Masson & Cie, 1965
- Biologie et structure, Gallimard, coll. « Idées », 1968, 254 p. (ISBN 2-07-035156-4)
- Neurophysiologie. Aspects métaboliques et pharmacologiques, Masson & Cie, 1969
- L’homme imaginant : Essai de biologie politique, Union Générale d’Édition, coll. « 10/18 », 1970, 191 p. (ISBN 2-264-00882-2)
- L’agressivité détournée : Introduction à une biologie du comportement social, Union Générale d’Édition, coll. « 10/18 », 1970, 191 p. (ISBN 2-264-00370-7)
- L’homme et la ville, Paris, Flammarion, 1971, 214 p. (ISBN 2-08-081017-0)
- La Société informationnelle : Idées pour l’autogestion, Éditions du Cerf, 1973
- Les Comportements : Biologie, physiologie, pharmacologie, Masson & Cie, 1973
- La Nouvelle Grille, Paris, Éditions Robert Laffont, coll. « Libertés 2000 », 1974, 343 p. (ISBN 2-07-035471-7)
- Éloge de la fuite, Éditions Robert Laffont, coll. « La vie selon … », 1976, 248 p. (ISBN 2-221-00278-4)
- Discours sans méthode, Paris, Éditions Stock, coll. « Les grands auteurs », 1978, 235 p. (ISBN 2-234-00818-2)en collab. avec Francis Jeanson
- L’Inhibition de l’action, Paris/New York/Barcelone, Masson & Cie, 1979, 214 p. (ISBN 2-225-62711-8)
- Copernic n’y a pas changé grand-chose, Paris, Éditions Robert Laffont, 1980, 195 p. (ISBN 2-221-00565-1)
- L’Alchimie de la découverte, Paris, Grasset, 1982, 282 p. (ISBN 2-246-24861-2)en collab. avec Fabrice Rouleau
- La Colombe assassinée, Paris, Grasset, 1983, 211 p. (ISBN 2-246-31891-2)
- Dieu ne joue pas aux dés, Grasset, 1987, 235 p. (ISBN 2-7619-0703-5)
- La vie antérieure, Grasset, 1989, 297 p. (ISBN 2-7619-0817-1)
- Les récepteurs centraux et la transduction de signaux, Masson & Cie, 1990
- Les bases biologiques des comportements sociaux, coll. « Grandes conférences », 1991, 52 p. (ISBN 2-551-12615-0)Musée de la civilisation-Québec
- L’esprit du grenier, Grasset, 1992, 295 p. (ISBN 2-7619-1078-8)
- Étoiles et molécules, Grasset, 1992, 310 p. (ISBN 2-7619-1096-6)
- La légende des comportements, Paris, Flammarion, 1994, 318 p. (ISBN 2-08-035250-4)
- Une Vie : Derniers entretiens, éditions du Félin, 1996, 318 p. (ISBN 978-2-08-035250-7, OCLC 299456105)entretiens avec Claude Grenié
- Comme l’eau qui jaillit, Alice Éditions, 2000 (transcription de l’entretien avec Edmond Blattchen à l’émission Noms de Dieux du 11 mars 1993)

## Prix et distinctions
- 1957 : Prix Albert Lasker pour la recherche médicale, équivalent américain du prix Nobel.
- 1972 : Médaille de l'Organisation mondiale de la santé.
- 1981 : Prix Anokhin (URSS).

Il n'a pas eu le prix Nobel bien qu'il ait été nommé. D'après Pierre Huguenard, professeur émérite à la Faculté de Médecine de l'Université de Paris XII, ce prix lui aurait échappé « à cause de l'hostilité du microcosme médical civil français, et plus précisément parisien. »
Alors qu'il était pressenti pour le prix Nobel, le doyen de la faculté de Médecine de Paris, envieux de son succès et supportant mal les remises en question que ses travaux suscitent, fait le voyage à Stockholm pour dissuader le jury de lui décerner la prestigieuse récompense[source insuffisante].
Il est promu officier de la Légion d'honneur en 1967.
Portent son nom : 
- l'hôpital psychiatrique de Poitiers ;
- l’Unité d’Hospitalisation de Psychiatrie "Site Spécialisé Henri Laborit" du Centre Hospitalier de Brive.
- le centre médico-technique des urgences de l'Hôpital d'Instruction des Armées de Bordeaux ;
- la promotion 1997 de l'École du service de santé des armées de Bordeaux ;
- le grand amphithéâtre de l'Institut de médecine navale de Toulon ;
- la promotion 2006 de l'Institut Toulousain d'Ostéopathie ;
- le foyer de vie et foyer d'accueil médicalisé de Loperhet (handicap psychique et mental).

#### Bases de données et dictionnaires
- Ressources relatives à l'audiovisuel :   - AllMovie
  - Allociné
  - IMDb
- Ressource relative à la santé :   - Bibliothèque interuniversitaire de santé
- Ressource relative à plusieurs domaines :   - Radio France
- Ressource relative à la recherche :   - Persée
- Notices dans des dictionnaires ou encyclopédies généralistes :   - Gran Enciclopèdia Catalana
  - Internetowa encyklopedia PWN
  - Treccani
  - Universalis
- Notices d'autorité :   - VIAF
  - ISNI
  - BnF (données)
  - IdRef
  - LCCN
  - GND
  - Italie
  - Japon
  - CiNii
  - Belgique
  - Pays-Bas
  - Pologne
  - Israël
  - NUKAT
  - Catalogne
  - Australie
  - Norvège
  - Croatie
  - WorldCat